# Frigga Schnelle
Frigga Schnelle (* 1955 in Hillerse, Kreis Gifhorn) ist eine deutsche Musikpädagogin und Schulbuchautorin.

## Leben und Wirken
Frigga Schnelle wuchs im niedersächsischen Hillerse auf und widmete sich seit frühester Jugend der Musik. Mit neun Jahren trat sie einer Kinder-Bigband bei und spielte dort zunächst Flöte und später Gitarre. Nach dem Abitur absolvierte sie eine Lehre als Buchhändlerin, bevor sie 1977 ein Lehramtsstudium (Deutsch und Musik) an der damaligen Pädagogischen Hochschule Lüneburg – heute Leuphana Universität – aufnahm. Dabei wurde sie im Fach Musik besonders durch die Hochschullehrer Gottfried Küntzel, Volker Schütz und Wulf-Dieter Lugert geprägt. Nach dem Referendariat in Bergen (Landkreis Celle) unterrichtete sie bis zum Eintritt in den Ruhestand im Jahre 2021 an verschiedenen Grundschulen in Lüneburg, zuletzt an der Grundschule im Roten Felde. Schnelle war in den 1980er Jahren Bassistin in Lüneburgs erster Frauenband Spitzenrock und in den 2010ern in der Frauenband WäXXLjahre.
Zusammen mit Friedrich Neumann ist Frigga Schnelle Gründerin und Herausgeberin der Fachzeitschrift Musik in der Grundschule. Neben ihren Beiträgen in den vierteljährlichen Ausgaben der Zeitschrift erscheinen Schnelles Unterrichtsanregungen in zahlreichen Sonderausgaben. Sie gab 2014 das Unterrichtswerk Liederbuch Grundschule, das 2024 neu aufgelegt wurde, heraus. In zahlreichen Veröffentlichungen finden sich unter anderem ihre Mini-Musicals, Liedertexte und Tänze.
Im Jahre 2023 übersiedelte Frigga Schnelle mit ihrem Lebensgefährten, dem Maler Bernhard J. Oberhoffer (1950–2024), nach Sankt Goarshausen.

## Publikationen (Auswahl)
- mit Hildegard Junker: Karneval der Tiere. Hildegard-Junker-Verlag, Altenmedingen 1999, ISBN 3-928783-80-7.

- mit Heike Schrader: Mini-Musicals mit Pfiff: szenische Projekte. Schott-Music, Mainz 2000, ISBN 3-7957-0437-5.
- mit Kirsten Algermissen: Songs & games for kids. Schott-Music, Mainz 2003, ISBN 3-7957-0487-1.
- mit Hildegard Junker: Musik Edvard Griegs zu Ibsens Peer Gynt. Hildegard-Junker-Verlag, Altenmedingen 2004, ISBN 3-937628-03-7.
- mit Heike Schrader: Weihnachtsmusicals mit Pfiff. Schott-Music, Mainz 2007, ISBN 978-3-7957-0169-7.
- Die Moldau. Hildegard-Junker-Verlag, Altenmedingen 2009, ISBN 978-3-937628-20-2.
- mit Hildegard Junker: Modest Mussorgski – Bilder einer Ausstellung. Hildegard-Junker-Verlag, Altenmedingen 2009, ISBN 978-3-937628-13-4.
- mit Heike Schrader: Mini-Musicals mit Pfiff 2: szenische Projekte. Schott-Music, Mainz 2011, ISBN 978-3-7957-0766-8.
- Abenteuer Mozart: den Klassiker neu entdecken. Schott-Music, Mainz 2021, ISBN 978-3-7957-1218-1.
- Adventskalender mit Musik. Schott Music, Mainz 2024, ISBN 978-3-7957-3062-8.
- als Hrsg.: Liederbuch Grundschule. Schott-Music, Mainz 2014, Neuauflage 2024, ISBN 978-3-7957-3116-8.